# Colón costaricano
Il colón è la valuta della Costa Rica. Il plurale è colones mentre il codice ISO 4217 è CRC. Il suo simbolo è ₡. Il colón è diviso in 100 céntimos.
Le monete in circolazione sono da 10, 25 e 50 céntimos (raramente usate a causa dell'inflazione), e 1, 2, 5, 10, 20, 25, 50, e 100 colones. La moneta da 20 colones è oramai introvabile.
Nel 1997, il governo ha emesso delle nuove monete dal valore di 5, 10, 25, 50 e 100 colón che hanno rimpiazzato le vecchie. Le banconote in circolazione sono da 1 000, 2 000, 5 000, 10 000, 20 000 e 50 000 colones.
Tejas è un termine che nel linguaggio comune serve ad indicare la banconota da 100 colón, mentre le banconote da 1.000 e 5.000 colón sono chiamate rispettivamente rojo e tucán

Banconota da 5 colones: fronte
Banconota da 5 colones: retro. Raffigura un affresco del pittore italiano Aleardo Villa eseguito su un soffitto del Teatro Nacional di San José